# Adherens Junction

Interaktionen von strukturellen Proteinen an einer Adherens Junction. Man sieht wie die Cadherine über verschiedene andere Proteine zu den Aktinfilamenten verbunden sind.

Unter dem Begriff Adherens Junctions wird eine Gruppe von Adhäsionsverbindungen (engl.: Adhering junctions) zusammengefasst. Zu ihnen zählen Zonula adhaerens (Gürteldesmosom oder Adhäsionsgürtel), Fascia adhaerens (Streifendesmosom) und Punctum adhaerens (Punktdesmosom).  Die Adhärenz-Verbindungen stellen eine Verbindung zwischen den Aktin-Filamenten zweier Zellen her und stärken sie dadurch mechanisch.

## Beschreibung
Die typische Adhärenz-Verbindung kommt in Epithelzellen vor, wo sich oft direkt unterhalb der Tight Junctions ein Adhäsionsgürtel bildet (Zonula Adhaerens), während in anderen Geweben oft nur punktförmige Verbindungen beobachtet werden.  Die bei allen Adhärenz-Verbindungen beteiligten Proteine sind Cadherine (Ca2+ abhängige Transmembranproteine, die auch bei Desmosomen eine wichtige Rolle spielen), welche mit verschiedenen Ankerproteinen (Catenine, Vinculin und α-Actinin) mit dem Aktin-Cytoskelett verbunden sind. Cadherine sind Dimere und gehören zu den homotypischen Zelladhäsionsmolekülen, besitzen also für die Ausbildung der Zell-Zell-Verbindung auf der Extrazellularseite der Plasmamembran eine spezifische Aminosäuresequenz zur Bindung eines weiteren Cadherins einer anderen Zelle.
Auf diese Weise werden die Aktinfilamente vieler Zellen zu einem transzellulären Netzwerk zusammengeschlossen, das mithilfe des Motorproteins Myosin kontrahieren kann. Es wird angenommen, dass dies bei der Morphogenese von Tieren (besonders bei der Ausbildung des Neuralrohrs) eine fundamentale Rolle spielt.
Außerdem wird vermutet, dass eine Adhärenz-Verbindung nötig ist, um später eine Tight Junction zu bilden.

## Bilder
- Adhärenz-Verbindungen siehe Fig. 32–35
- Elektronenmikroskopische Bilder von Zonula adhaerens
- Elektronenmikroskopische Bilder von Fascia adhaerens